# Edenbridge
Edenbridge ist eine Stadt und ein Civil Parish im Sevenoaks District der Grafschaft Kent im Südosten Englands mit rund 9000 Einwohnern (Stand 2011). Der Name geht auf die altenglische Sprache zurück: „Eadhelmsbrigge“ („Eadhelm’s Bridge“ in modernem Englisch).

## Geschichte
Der alte Stadtkern wurde entlang der Römerstraße London to Lewes Way gebaut. Die Schlacke, die aus den umliegenden Städten kam, wurde verwendet um diese Straße zu bauen. Im Mittelalter wurde die Stadt zum Zentrum der Eisenindustrie. Es gibt viele mittelalterliche Häuser aus Bauholz, eines von diesen ist das Eden Valley Museum.
Nachdem die Eisenbahn erfunden war, vergrößerte sich die Stadt immer mehr, und die Marlpit Hills, die im Norden des alten Stadtkerns liegen, wurden ein Teil der Stadt.

## Mühlen

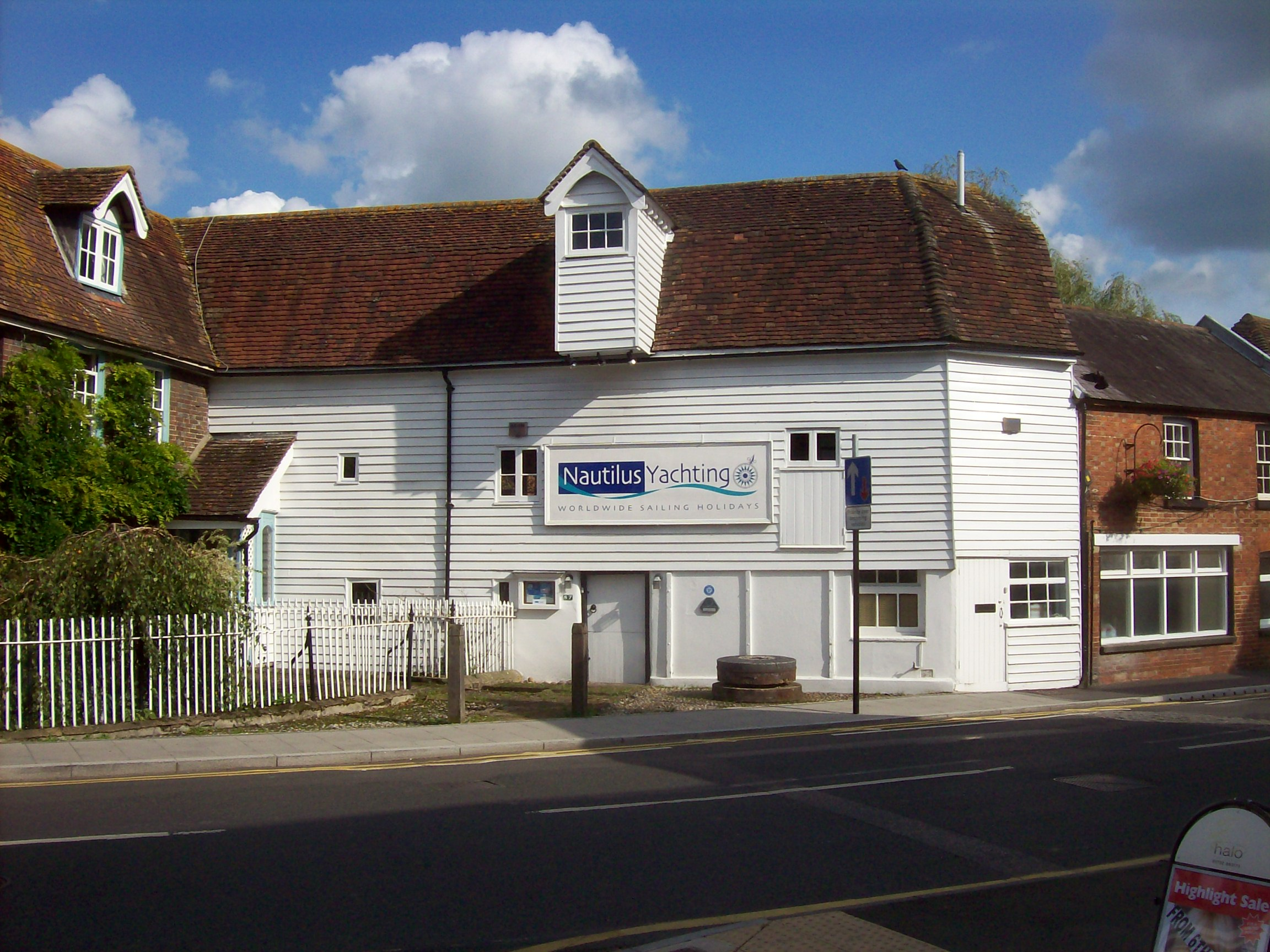
Honour’s Mühle, September 2008

In der Stadt gab es im Laufe der Jahrhunderte vier Mühlen: die Haxted Wassermühle, die Honour’s Mühle, die beide am Fluss Eden liegen, die Christmas Mühle, die an einem Nebenfluss des Eden steht und eine Windmühle im Süden der Stadt. Alle vier Mühlen gibt es heute noch, werden aber auf andere Weisen verwendet.

## Eisenbahnen
Es gibt zwei Bahnhöfe in Edenbridge. Der erste, der auf der Route der South Eastern Railway (SER) (vom Redhill nach Tonbridge) liegt, wurde am 26. Mai 1842 eröffnet. Der Bahnhof, der in den Marlpit Hills gelegen ist, heißt Edenbridge. Im Westen des Bahnhofes schneidet die Strecke die einstige London, Brighton und Southcoast Linie (eröffnet am 2. Januar 1888). Hier an diesem Schnittpunkt liegt der zweite Bahnhof. Er heißt Edenbridge Town.

## Die Stadt

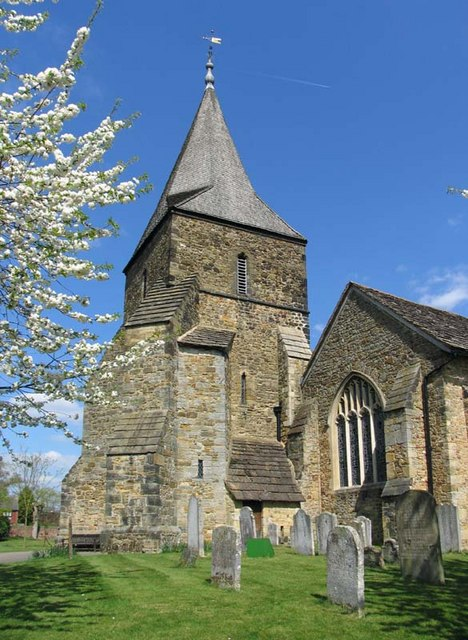
Kirche St. Peter & St. Paul

Die Kirche St. Peter & St. Paul aus dem 13. Jahrhundert enthält an der Ostseite einen Fenstersatz von Edward Burne-Jones. Die Umgehungsstraße, die Anfang des 21. Jahrhunderts gebaut wurde, um den Verkehr auf der alten High Street zu reduzieren, wurde Mont St. Aignan Way genannt, denn Edenbridge unterhält eine Städtepartnerschaft mit der französischen Stadt Mont-Saint-Aignan. Es gibt zahlreiche Banken und ein Postamt, das sich neben der Kirche befindet.

## Bonfire Night
In Edenbridge wird zur Bonfire Night seit einigen Jahren statt einer Fawkes-Puppe die Nachbildung einer Person, die die britische Öffentlichkeit aktuell verärgert hat, entzündet – 2017 etwa den Filmproduzenten Harvey Weinstein in einer satirischen Darstellung.

## Persönlichkeiten
- Theodore H. Robinson (1881–1964), Semitist und Alttestamentler
- Rupert Croft-Cooke (1903–1979), Schriftsteller
- Archie Yates (* 2009), Kinderdarsteller